# Marharyta Makhneva
Marharyta Makhneva (in bielorusso Маргарыта Рыгораўна Махнева?; Chojniki, 13 febbraio 1992) è una canoista bielorussa, vincitrice della medaglia di bronzo nel K4 500 m a Rio de Janeiro 2016.

## Palmarès
- Giochi olimpici

Rio de Janeiro 2016: bronzo nel K4 500m.
- Mondiali

Duisburg 2013: bronzo nel K4 500m.
Mosca 2014: bronzo nel K2 200m, K4 500m e nella staffetta K1 4x200m.
Milano 2015: oro nel K2 200m e nel K4 500m.
Seghedino 2019: argento nel K4 500m.
- Giochi europei

Baku 2015: oro nel K2 200m.
Minsk 2019: argento nel K4 500m.
- Europei

Montemor-o-Velho 2013: bronzo nel K4 500m.
Brandeburgo 2014: oro nel K2 200m.
Račice 2015: oro nel K2 200m e K4 500m.
Mosca 2016: argento nel K4 500m e bronzo nel K2 200m.
- Universiade

Kazan' 2013: oro nel K2 500m e K4 200m, argento nel K1 200m.